# Joana de Brabante
Joana de Brabante (em neerlandês: Johanna van Brabant; 24 de junho de 1322 — Bruxelas, 1 de novembro de 1406) foi duquesa de Brabante, Lothier e de Limburgo de 1355 a 1406. Era filha de João III, duque de Brabante e de Limburgo, e de Maria de Évreux.

## Biografia
Casou-se em primeiras núpcias, em 1334, com Guilherme II d'Avesnes (1307 † 1345), conde de Hainaut e Holanda. Teve dele somente um filho, Guilherme, falecido na infância.
Viúva, casou-se novamente em março de 1352 com Venceslau I de Boémia (1337 † 1383), duque de Luxemburgo.
Seu pai faleceu em dezembro de 1355. Em janeiro de 1356, a Blijde Inkomst foi promulgada a fim de manter a união do Ducado de Brabante e evitar um racha entre as filhas de João III. Joana, por ser a mais velha, tornou-se duquesa de Brabante.
O famoso documento, que fundou a constituição de Brabante, foi, na realidade, um acordo com a função de permitir que Joana e seu consorte Venceslau I de Luxemburgo entrassem de maneira pacífica na capital do território para o governar. Outra parte do acordo dizia respeito ao fato de que o Ducado de Brabante passaria aos herdeiros naturais de Joana, suas irmãs, pois o governo delas seria mais palatável aos burgueses de Brabante que se o mesmo passasse às mãos da Casa de Luxemburgo.
Com o decorrer dos acontecimentos, ficou claro que o documento não valia de muito, com a incursão militar em Brabante do Conde Luís II de Flandres, casado com Margarida, a irmã mais nova de Joana, e que se considerava Duque de Brabante por direitos de sua esposa. Em agosto de 1356, Joana e Venceslau chamaram Carlos IV do Sacro Império Romano Germânico, para apoiá-los militarmente contra Luís II de Male. Carlos IV se encontrou em Maastricht com as partes envolvidas, incluindo os representantes das municipalidades, e foi acordada a anulação de alguns termos do Blijde Inkomst para satisfazer a dinastia de Luxemburgo. Com o apoio de Carlos IV (o irmão mais velho de Venceslau), eles conseguiram, por fim, fazer valer seus direitos e conservaram o ducado.
Sem filhos de seus dois casamentos, Joana de Brabante designa para sucedê-la seu sobrinho neto, Antônio de Borgonha.